# Förenade Landsortstidningar
Förenade Landsortstidningar (FLT) började som en samarbetsorganisation mellan större borgerliga landsortstidningar och utvecklades till en fullvärdig nyhetsbyrå som upphörde år 2000. 
Som initiativtagare till FLT kan ses Eskilstuna-Kurirens chefredaktör J A Selander, som den 8 september 1932 samlade företrädare för ett antal större borgerliga dagstidningar till ett möte i Örebro. Detta ledde till bildandet av organisationen Den större landsortspressen som året därefter bytte namn till Förenade Landsortstidningar, med Selander som ordförande. Från början rörde samarbetet mestadels annonsmarknaden, men redaktionellt material tillkom efterhand. År 1936 inrättades en redaktion, och produktionen av material till medlemstidningarna ökade. Mestadels producerade FLT högvärdiga och utförliga artiklar i olika ämnen av gemensamt intresse för det 50-tal dagstidningar i landsorten som var organisationens medlemmar, och fungerade därmed som ett komplement till dagsnyhetsförmedlingen från Tidningarnas Telegrambyrå (TT). Under senare delen av 1990-talet utvecklades FLT till en fullvärdig nyhetsbyrå i konkurrens med TT. Satsningen blev inte ekonomiskt bärkraftig och nyhetsbyrån lades ner år 2000.